# 宮崎勝太郎
宮崎 勝太郎（みやざき かつたろう、1892年〈明治25年〉4月16日 - 1946年〈昭和21年〉7月12日）は、日本の外交官。駐ルーマニア公使。

## 経歴
愛媛県松山市出身。1916年（大正5年）、高等文官試験と外交官及領事官試験に合格し、翌年に東京帝国大学法科大学法律科を卒業した。農商務省商工局、同臨時産業調査局に勤務した後、外務事務官に転じ、政務局第三課に勤務。さらにイギリス大使館三等書記官、同二等書記官、外務書記官・欧米局第一課長、フランス大使館一等書記官、イギリス大使館一等書記官、トルコ大使館参事官を歴任した。1939年（昭和14年）、駐ルーマニア公使に就任し、翌年に退官した。

## 栄典
- 1940年（昭和15年）8月15日 - 紀元二千六百年祝典記念章[5]